# Flying Padre
Flying Padre és un curtmetratge documental en blanc i negre dirigit per Stanley Kubrick i estrenada el 1951

## Argument
La pel·lícula parla d'un sacerdot catòlic del Nou Mèxic rural, el pare Fred Stadtmuller, que, trobant la superfície de la seva parròquia massa important (400 milles quadrades), es desplaça amb un avió Piper Cub anomenat Spirit of St. Joseph.
A la pel·lícula, es veu donant consells, fent un sermó per a funeral, i utilitzar el seu avió com a ambulància per transportar un nen malalt i la seva mare a l'hospital.

## Repartiment
- Pare Fred Stadtmuller: Fred Stadtmuller
- Narrador: Bob Hite